# Iwan Połtaweć-Ostrianycia
Iwan Połtaweć-Ostrianycia, ukr. Іван Полтавець-Остряниця (właśc. Iwan Połtawcew, ur. 14 września?/26 września 1890 we wsi Bałakłeja koło Smiły w guberni kijowskiej (według części źródeł we wsi Subotiw w guberni czernihowskiej Imperium Rosyjskiego), zm. 17 stycznia 1957 w Monachium) – ukraiński wojskowy (pułkownik), ataman Wolnego Kozactwa, emigracyjny publicysta i działacz polityczny, przywódca Ukraińskiego Wolnego Kozactwa.

## Życiorys
Zmienił nazwisko, by upozorować pochodzenie poprzez matkę z kozackiego rodu hetmańskiego Ostrianyciów. Ukończył szkołę wojskową w Jelizawetgradzie. Służył w jednym z pułków piechoty Kozaków kubańskich. Brał udział w I wojnie światowej jako oficer armii rosyjskiej. Na początku 1917 rozpoczął szkolenie wojskowe w szkole lotniczej w Piotrogradzie. Zaangażował się wówczas w działalność ukraińskiego ruchu wyzwoleńczego. Miał poglądy monarchistyczne.
Został dokooptowany do składu Ukraińskiego Generalnego Komitetu Wojskowego, powołanego przez Symona Petlurę. Uważał, że nowo tworzona ukraińska armia powinna oprzeć się na nieregularnych oddziałach Wolnego Kozactwa, formowanych samoistnie we wsiach i miastach Ukrainy do obrony przed bandami rabunkowymi i maruderami. Był głównym organizatorem wojskowym z ramienia utworzonej w marcu 1917 Ukraińskiej Centralnej Rady przeciwko bolszewikom na Ukrainie, ale został wkrótce wydalony z Rady na tle konfliktu z jej socjalistycznym przywództwem i zaczął organizować własne siły, w czym pomogło mu złupienie polskiego majątku ziemskiego, do którego ochrony został wynajęty. Pokonał ekspedycję karną Rady, po czym zwołał do Czehrynia na początku października 1917 r. zjazd przedstawicieli Wolnych Kozaków z całej Ukrainy, na którym wybrano go nakaźnym atamanem Wolnego Kozactwa w składzie Rady Generalnej Wolnego Kozactwa. Powołując się na swój wiek, zrzekł się jednak tytułu na rzecz gen. Pawła Skoropadskiego. W połowie października spotkał się po raz pierwszy ze Skoropadskim i stał się odtąd jednym z jego najbliższych współpracowników. Ponieważ gen. Skoropadski był zajęty sprawami związanymi z dowodzeniem I Korpusem Ukraińskim, faktyczne kierownictwo Wolnego Kozactwa przeszło w ręce Połtawcia-Ostrianyci. Dążył on do rozbudowy oddziałów Wolnych Kozaków. Na początku grudnia 1917 r. wziął udział w przewrocie wojskowym gen. Skoropadskiego. W styczniu 1918 r. na czele niewielkiego oddziału Wolnych Kozaków bronił Białej Cerkwi przed atakiem wojsk bolszewickich. Z rozkazu gen. Skoropadskiego prowadził na Kubaniu rozmowy z miejscowymi przywódcami kozackimi. Po zajęciu Ukrainy przez wojska niemieckie w marcu 1918 stał się wykonawcą ich planu utworzenia niezależnej Ukrainy i przywrócenia stosunków własnościowych sprzed przewrotu bolszewickiego. Władze okupacyjne wypłaciły mu milion marek na potrzeby obalenia Ukraińskiej Centralnej Rady. Na zorganizowanym 29 kwietnia 1918 r. w Kijowie wszechukraińskim zjeździe z udziałem ziemiaństwa, zamożnych chłopów, finansjery, przemysłowców, Kozaków Połtawcia i członków konserwatywnej Hromady Skoropadskiego Skoropadski został obwołany hetmanem, a Połtaweć kanclerzem Ukrainy. Ukraińska Centralna Rada została rozpędzona tego samego dnia. W rezultacie na Ukrainie ukształtował się system rządów hetmanatu. Pułkownik Połtaweć-Ostrianycia otrzymał funkcje generalnego pisarza kancelarii hetmana i adiutanta gen. Skoropadskiego. Przekazał Skoropadskiemu plan opanowania Kaukazu i utworzenia Ligi Czarnomorskiej pod przewodnictwem Ukrainy w ścisłym związku z Niemcami, wobec którego potajemnie sprzyjający Entencie hetman zajął niechętne stanowisko.
Po wybuchu rewolucji w Niemczech 9 listopada 1918 Skoropadski zerwał współpracę z Niemcami i wydał rozkaz aresztowania opowiadającego się za jej kontynuacją Połtawcia-Ostrianyci, który zbiegł do Niemiec. 4 września 1920 r. w Berlinie Połtaweć-Ostrianycia utworzył Ukraińskie Narodowe Towarzystwo Kozackie (UNAKOTO) i stanął na jego czele. W kwietniu 1921 r. przeniósł jego siedzibę do Monachium. Nawiązał tam znajomość z Alfredem Rosenbergiem oraz innymi działaczami rodzącego się ruchu nazistowskiego, dołączając do grona zwolenników NSDAP jako szef ukraińskiej sekcji tajnej organizacji Aufbau Vereinigung, założonej w Monachium w 1920 przez Maxa von Scheubnera-Richtera, której celem było obalenie rządu bolszewików i utworzenie na terenie Rosji szeregu państw sprzyjających ruchowi nazistowskiemu, w tym projektowanej wcześniej przez Połtawcia-Ostrianycię Ligi Czarnomorskiej. W 1921 wszedł w Wiedniu w skład Rady Najwyższej przygotowującej interwencję zbrojną Wilhelma Habsburga w Rosji bolszewickiej. Utrzymywał też kontakty z emigracyjnymi rosyjskimi kołami monarchistycznymi, nie otrzymał jednak od Nikołaja Markowa zaproszenia na zjazd monarchistów w Bad Reichenhall w 1921 z powodu wielkoruskiej orientacji tej grupy. W czerwcu 1922 przygotowywał z Scheubnerem-Richterem i Wasilijem Biskupskim konkurencyjny wiec monarchistów w Budapeszcie z udziałem Lwa Kazem-Beka na rzecz kandydatury Cyryla Romanowa do tronu, okrzyknięty przez „Wiener Morgenzeitung” „kongresem morderców” po zabójstwie Walthera Rathenaua przez ludzi Aufbau i w rezultacie zarzucony. Wiosną 1923 należał do grona bliskich współpracowników Adolfa Hitlera, z którym planował rozwój ukraińskiego ruchu narodowo-socjalistycznego o ostrzu antykomunistycznym, antysemickim i antypolskim poprzez rewolucje narodowe zmierzające do ustanowienia rządów dyktatorskich. W latach 1923–1924 redagował w Monachium organ prasowy UNAKOTO „Ukrajinśkyj Kozak”, na łamach którego gloryfikował narodowy socjalizm. Jego artykuł z marca 1923, zapowiadający rozszerzenie nazizmu na wszystkie kraje, został przedrukowany przez Rosenberga w „Völkisch Observer” i przez Scheubnera-Richtera w „Aufbau Correspondence”. We własnym artykule z sierpnia 1923 Rosenberg zwrócił uwagę na zbieżność pomiędzy walką „patriotów” z Bawarii i Ukrainy przeciwko „centralnym dyktaturom” Berlina i Moskwy. We wrześniu 1923, na krótko przed puczem monachijskim, Połtaweć-Ostrianycia wysłał do Hitlera list wyrażający poparcie dla przejęcia przez niego władzy. W II połowie lat 20. utworzył komórki UNAKOTO na obszarze Wołynia znajdującego się w granicach Polski. Powołał oddziały organizacji w Rumunii, Czechosłowacji, Niemczech, Wielkiej Brytanii, Francji, Estonii, Finlandii, Bułgarii i francuskim Maroku.
Po zabiciu w Paryżu Symona Petlury przez sowieckiego agenta 25 kwietnia 1926 r., Połtaweć-Ostrianycia wydał uniwersał do narodu ukraińskiego, w którym ogłosił się legalnym następcą głównego atamana, hetmanem i wodzem całej Ukrainy. Doprowadziło to jednak do kryzysu w UNAKOTO, który w szybkim tempie zaczął tracić działaczy. W tej sytuacji na początku lat 30. przekształcił go w Ukraiński Narodowy Ruch Kozacki (UNAKOR). 23 kwietnia 1935 r. wysłał list do Hitlera, w którym zaproponował podporządkowanie swojej organizacji władzom niemieckim w zamian za uznanie prawa Ukrainy do niezawisłości. Miał też pomysł utworzenia oddziałów Wolnych Kozaków w ramach Wehrmachtu. Po ataku wojsk niemieckich na ZSRR zaproponował Niemcom poparcie w zamian za autonomię dla Ukrainy, ale zostało to odrzucone. Poparł formowanie kozackich oddziałów wojskowych w służbie niemieckiej armii. W 1942 r. całkowicie wycofał się z działalności politycznej.